# Bomba antibúnquer

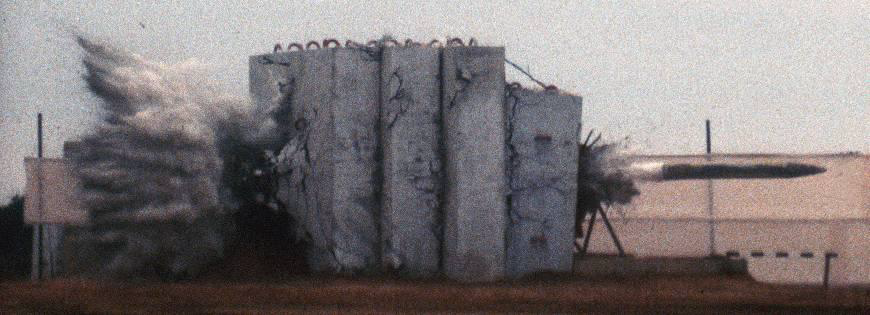
El destructor de búnquers BLU-122 fabricat als Estats Units en una prova de perforació

Una Bomba antibúnquer o destructor de búnquers és un tipus de munició dissenyada per penetrar en objectius endurits o enterrats a les profunditats del sòl, com ara búnquers militars.

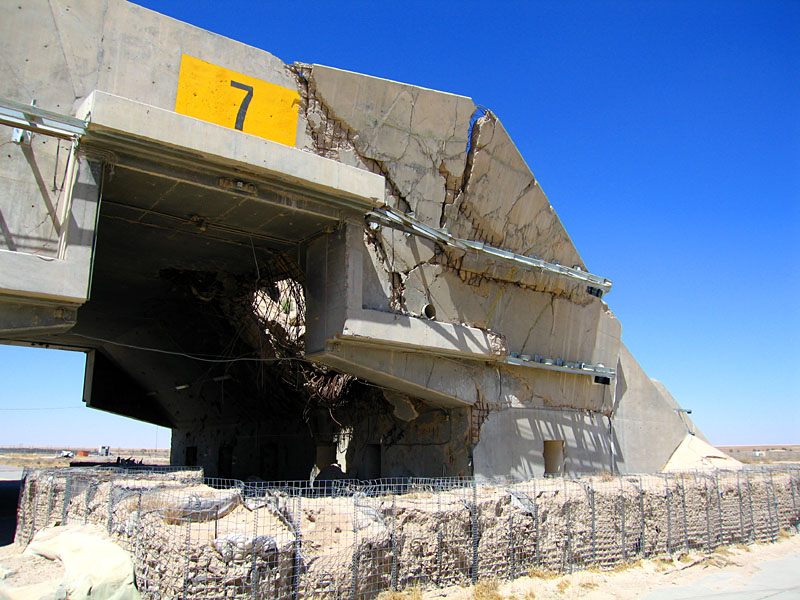
Un exemple de danys causats per un destructor de búnquers a la base aèria d'Ali Al Salem, Kuwait, el 2005

## Arma perforadora de blindatges

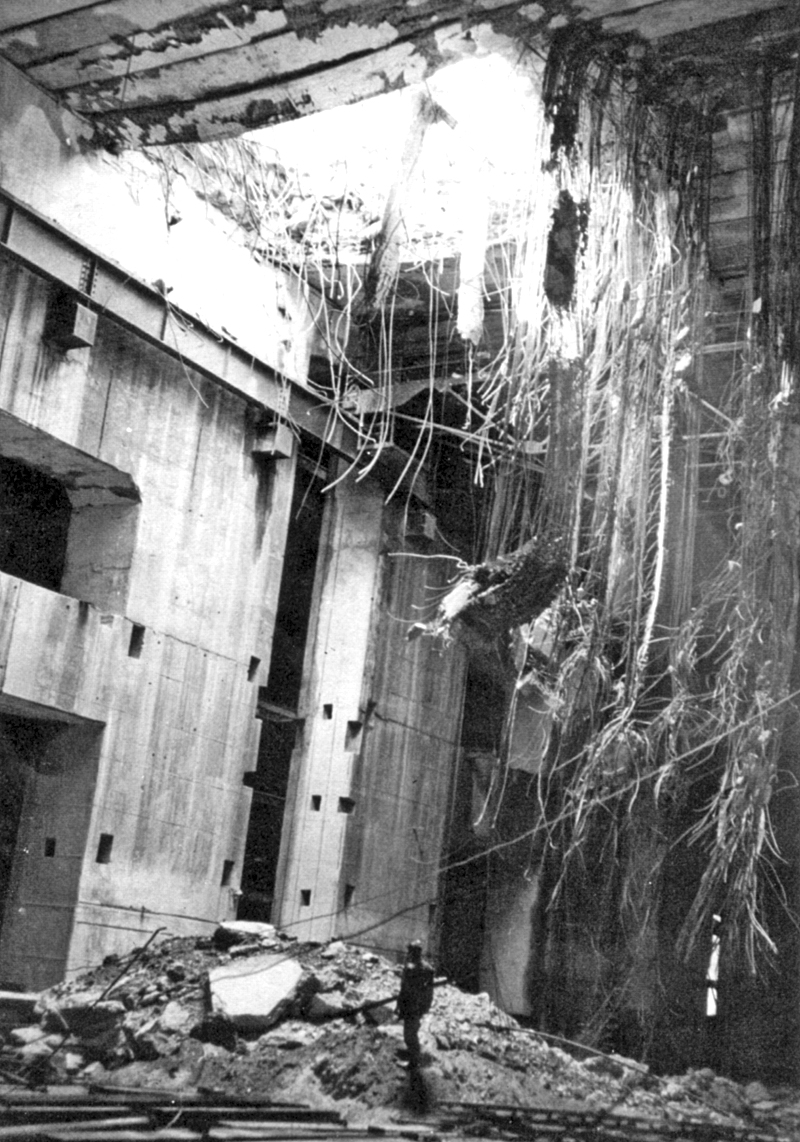
Un centrede submarins després de ser impactat per un Grand Slam. Fixeu-vos en la figura que està dreta sobre la pila de runes.

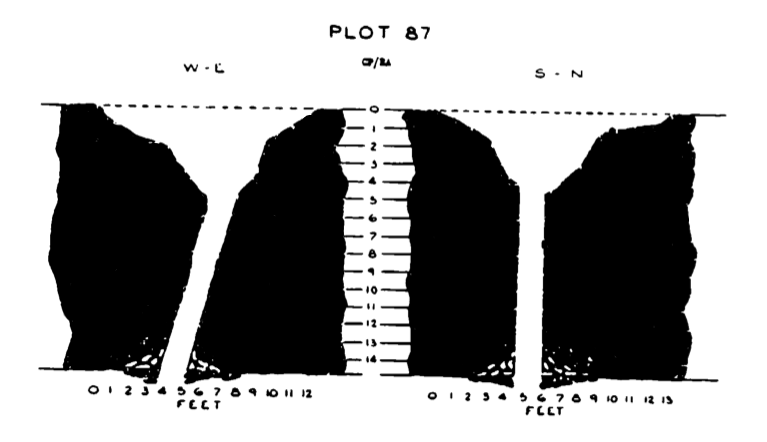
Diagrama d'una penetració al sostre produïda per una bomba Disney que impactava contra el centredel submarí alemany Valentin. La bomba va ser una de les que es van llançar sobre el búnquer durant les proves de la postguerra

### Alemanya
Els projectils Röchling eren projectils d'artilleria fets per a destruir búnquers, desenvolupats per l'enginyer alemany August Coenders, basats en la teoria d'augmentar la densitat seccional per millorar la penetració. Van ser provats el 1942 i el 1943 contra el Fort d'Aubin-Neufchâteau belga.

## Bombes llançades des d'avions

### Segona Guerra Mundial

#### Alemanya
Durant la Segona Guerra Mundial, la Luftwaffe va desenvolupar una sèrie de bombes perforants no guiades propulsades per coets per al seu ús contra vaixells i fortificacions.

#### Regne Unit
Durant la Segona Guerra Mundial, el dissenyador britànic Barnes Wallis, ja famós per inventar la bomba rebotant, va dissenyar dues bombes que es convertirien en les predecessores conceptuals dels moderns destructors de búnquers: la Tallboy de cinc tones i la Grand Slam de deu tones. Aquestes eren bombes "terratrèmol", un concepte que havia proposat per primera vegada el 1939. Els dissenys eren molt aerodinàmics, cosa que els permetia superar la velocitat del so en caure des de 22.000 peus (6.700 m). Les cues van ser dissenyades amb aletes desplaçades que feien que les bombes girin en queixar. Utilitzant el mateix principi que una baldufa, això els permetia resistir la desviació, millorant així la precisió. Tenien carcasses d'acer d'alta qualitat, molt més resistents que les bombes típiques de la Segona Guerra Mundial, de manera que sobreviurien a impactes contra una superfície endurida o penetrarien profundament a terra.
Tot i que avui dia aquestes bombes es podrien considerar "antibúnquers", la teoria original del "terratrèmol" era més complexa i subtil que simplement penetrar en una superfície endurida. Les bombes sísmiques van ser dissenyades no per colpejar un objectiu directament, sinó per impactar al seu costat, penetrar per sota i crear un " camuflatge ", o gran caverna enterrada, alhora que emetien una ona de xoc a través dels fonaments de l'objectiu. L'objectiu s'esfondra aleshores dins del forat, per molt endurit que estigui. Les bombes tenien carcasses resistents perquè havien de viatjar a través de la roca en lloc del formigó armat, tot i que podien funcionar igualment bé contra superfícies endurides. En un atac ales bases dels submarins Valentin a Farge, dos Grand Slams van travessar la zona 15. endurida de formigó armat de 4,5 m (peus) igualant o superant les millors especificacions de penetració.
La bomba britànica Disney (oficialment "Bomba perforadora de formigó/assistòria de coets de 4500 lb [2.000 kg]", també coneguda com a "Cranc") va ser un dispositiu de la Segona Guerra Mundial dissenyat per ser utilitzat contra closos de submarins i altres objectius superendurits. Ideada pel capità Edward Terrell RNVR de la Direcció de Desenvolupament d'Armes Diverses de l'Almirallat, tenia una carcassa endurida i aerodinàmica i pesava uns 2.000 kg  inclòs el conjunt del coet. El contingut real d'explosius era d'uns 230 kg.
Per precisió, les bombes s'havien de llançar amb precisió des d'una alçada predeterminada (normalment 6.100 m). Caurien en caiguda lliure durant uns 30 segons fins que, a 1.500 m, els coets es van encendre, cosa que va provocar l'expulsió de la secció de la cua. La combustió del coet va durar tres segons i va afegir 91 m/s a la velocitat de la bomba, donant una velocitat d'impacte final de 440 m/s, aproximadament Mach 1,29. Les proves de la postguerra van demostrar que les bombes eren capaces de penetrar un sostre de formigó gruixut de 4,47 m, amb la capacitat prevista (però no provada) de penetrar 5,8 m de formigó.

#### Estats Units
Després de la guerra, els EUA van afegir una forma de guia remota al Tallboy per crear el Tarzon, una bomba de 5.400 kg desplegada durant la Guerra de Corea contra un centre de comandament subterrani prop de Kanggye.

## Actualitat

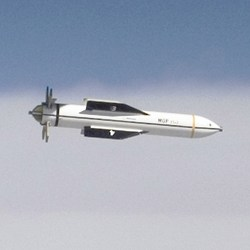
El destructor de búnquers GBU-57A/B MOP durant una prova al camp de tir de míssils de White Sands a Nou Mèxic, EUA.

La bomba BLU-109 dels EUA està pensada per penetrar refugis de formigó i altres estructures endurides abans d'explotar. Va entrar en servei el 1985. Es creu que els avions de combat israelians F-15I van utilitzar bombes BLU-109 en els atacs que van matar el líder de Hezbollah, Hassan Nasrallah, a Beirut el 27 de setembre de 2024.
Durant l'Operació Tempesta del Desert (1991), es necessitava una bomba de penetració profunda similar a les armes britàniques de la Segona Guerra Mundial, però cap de les forces aèries de l'OTAN tenia una arma així. Com a solució provisional, se'n van desenvolupar alguns durant un període de 28 dies, amb "vells obusos" d’artilleria de 203 mm com a carcasses. Aquestes bombes pesaven més de dues tones però només en portaven 293 kg d'alt explosiu. Eren guiades per làser i van ser designades com a "Unitat de Bomba Guiada-28 (GBU-28)". Es va demostrar que era eficaç per al paper previst.
Un exemple d'un destructor de búnquers rus és el KAB-1500L-Pr. Es subministra amb els avions Su-24M i Su-34. Es diu que pot penetrar entre 10 i 20 m de terra o 2 m de formigó armat. La bomba pesa 1.500 kg, amb 1.100 kg  sent el capçal penetrant d'alta potència explosiva. Està guiada per làser i té una precisió d'impacte de 7 m CEP.
La bomba no nuclear més gran dels Estats Units és la GBU-57 amb un pes de 14.000 kg. Té una capacitat de penetració de fins a 60 metres sota la superfície per destruir el seu objectiu. Només pot ser transportat pels bombarders furtius B2 a causa de la seva mida. Turquia és un altre país conegut per estar desenvolupant canons antibúnquers, com el SARB-83 i el NEB-84.
Els EUA tenen una sèrie de bombes fetes a mida, com ara la sèrie Paveway de bombes guiades per làser, per penetrar en estructures endurides o profundament enterrades:

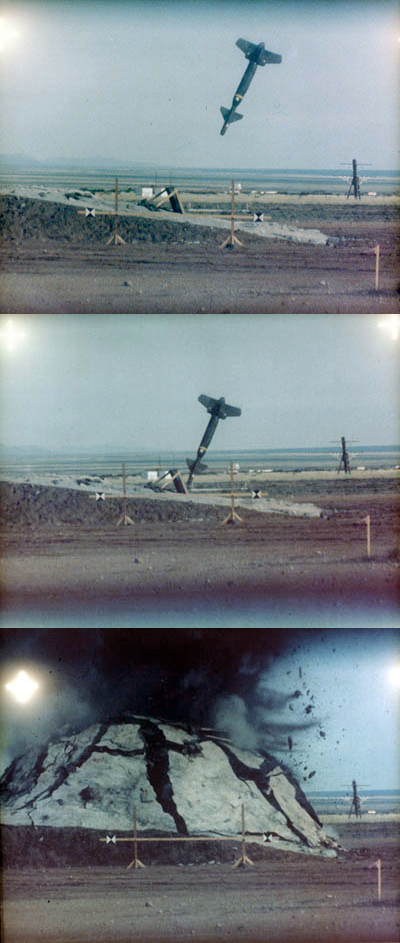
El destructor de búnquers GBU-24 Paveway III fabricat als Estats Units en una prova d'armament

| Grossor de penetració en formigó armat | Tipus                                    | Tipus                                                                |
| -------------------------------------- | ---------------------------------------- | -------------------------------------------------------------------- |
| 1.8 m                                  | Penetrador BLU-109                       | GBU-10, GBU-15, GBU-24, GBU-27, AGM-130, GBU-31(V)3/B i GBU-31(V)4/B |
| 3.4 m                                  | Penetrador Unitari Avançat (AUP) BLU-116 | GBU-15, GBU-24, GBU-27, AGM-130                                      |
| 3.4 m                                  | Capçal termobàric BLU-118/B              | GBU-15, GBU-24, AGM-130                                              |
| més de 6 m                             | Superpenetrador BLU-113                  | GBU-28, GBU-37                                                       |

## Míssils
La velocitat addicional proporcionada per un motor de coet permet una major penetració d'un capçal antibúnquer muntat en un míssil. Per assolir la màxima penetració ( profunditat d'impacte ), el capçal pot consistir només en un projectil d'alta densitat. Un capçal d'aquest tipus porta més energia que un capçal amb explosius químics (energia cinètica d'un projectil a hipervelocitat).

## Espoleta
L'espoleta tradicional és la mateixa que una bomba perforant clàssica: una combinació d'un temporitzador i una hèlix dinàmica robusta a la part posterior de la bomba. L'espoleta s'activa quan es dispara la bomba i detona quan l'hèlix deixa de girar i el temporitzador ha expirat.
Els antibúnquers moderns poden utilitzar una espoleta tradicional, però alguns també inclouen un micròfon i un microcontrolador. El micròfon escolta i el microcontrolador compta el nombre de nivells que va travessant/perforant fins que la bomba ha assolit el nombre desitjat de nivells. Northrop Grumman està treballant en la Hard Target Void Sensing Fuze (HTVSF), una espoleta electrònica i programable a la cabina capaç de destruir objectius profundament enterrats. Proporciona múltiples temps d'armat i detonació amb retard, així com també té la capacitat de detecció de buit, que permet l'activació precisa de l'espoleta per a canons de 2,000-i-5,000-lliura (910 i 2,270 kg) per explotar quan arriba a un espai obert en un búnquer profundament enterrat.

## Nuclear
El destructor de búnquers nuclear és la versió amb arma nuclear del destructor de búnquers. El component no nuclear de l'arma està dissenyat per millorar considerablement la penetració al sòl, la roca o el formigó per llançar un cap nuclear a un objectiu. Aquestes armes s'utilitzarien per destruir búnquers militars subterranis i endurits profundament enterrats. En teoria, la quantitat de pluja radioactiva es reduiria respecte a la d'una detonació nuclear estàndard, explotant a l'aire, ja que tindria un rendiment explosiu relativament baix.
Tanmateix, com que aquestes armes necessàriament entren en contacte amb grans quantitats de runa terrestre, poden, en determinades circumstàncies, generar pluja radioactiva significativa. El rendiment dels capçals de guerra i el disseny de les armes han canviat periòdicament al llarg de la història del disseny d'aquestes armes. Una explosió subterrània allibera una fracció més gran de la seva energia al terra, en comparació amb una explosió a la superfície o per sobre d'ella, que allibera la major part de la seva energia a l'atmosfera.